# Гербер, Кристоф
Кристоф Гербер (англ. Christoph Gerber; род. 15 мая 1942) — швейцарский физик, профессор Базельского ун-та. Участвовал в разработке сканирующего туннельного микроскопа и атомно-силового микроскопа.

## Награды
- "No Boundaries" Innovation Award от журнала The Economist (2004) [2]
- World Technology Award (2006) [3]
- ISNSCE Nanoscience Prize (2016) [4]
- Премия Кавли (2016) [5] [6]
- Премия Альберта Эйнштейна (2023)